# Heinrich Claß

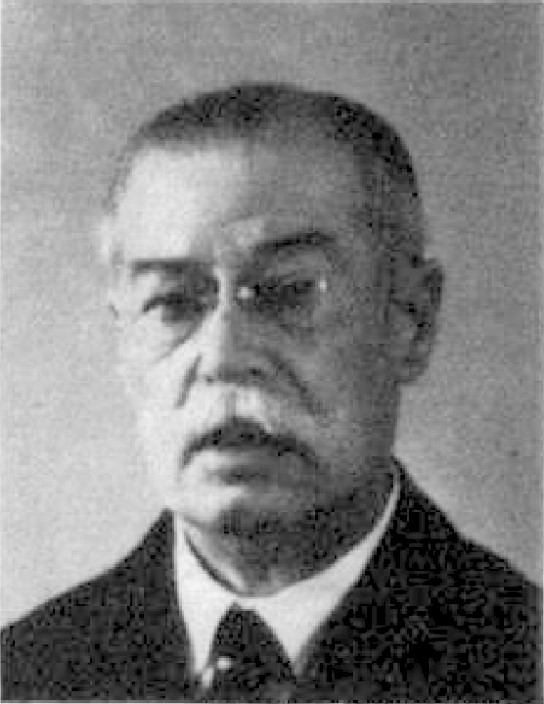
Heinrich Claß (1938)

Heinrich Claß (* 29. Februar 1868 in Alzey; † 16. April 1953 in Jena) war von 1908 bis 1939 Vorsitzender des Alldeutschen Verbandes, des lautstärksten nationalistischen Vereins im Deutschen Reich. Überregional bekannt wurde Claß unter anderem durch seine unter den Pseudonymen Daniel Frymann und Einhart veröffentlichten Werke, in denen er eine extrem nationalistische und expansive Politik propagierte. Er war einer der führenden rechtsnationalen Politiker und Publizisten Deutschlands und zählt zu den ideologischen Wegbereitern des Nationalsozialismus.

## Leben
Heinrich Claß stammte aus einer protestantisch-liberalen Juristenfamilie. Er studierte 1888 bis 1891 in Berlin, Freiburg im Breisgau und Gießen Rechtswissenschaften und ließ sich 1894 nach dem Zweiten Staatsexamen in Mainz als Rechtsanwalt nieder. Besonders beeinflusst wurde er durch die Vorlesungen von Heinrich von Treitschke, der die Stärkung der deutschen Nation forderte und den Kampf gegen das Judentum.

1897 trat Claß, nachdem er bereits vorher führend im völkisch-antisemitischen Deutschbund tätig war, dem Alldeutschen Verband bei, dessen koloniale Ziele ihn begeisterten. 1901 wurde er in den Vorstand gewählt, 1904 wurde er stellvertretender Vorsitzender und begann den Verband zunehmend in eine radikalere Position zu bringen. Unter dem Einfluss von Claß wandte sich der Verband nach der Jahrhundertwende zunehmend einem primitiven biologistischen und antisemitischen Weltbild zu. 1908 übernahm er den Vorsitz des Verbandes, den er vor dem Ersten Weltkrieg in scharfen Konflikt mit der Reichsregierung unter Theobald von Bethmann Hollweg brachte. Insbesondere die Zweite Marokkokrise 1911 zeigte deutlich die radikale Position des Alldeutschen Verbandes. Im September 1911 trieb er zusammen mit August Keim die Gründung des Deutschen Wehrvereins voran, um die Heeresrüstung zu forcieren. Claß war der Auffassung, dass ein großer Krieg unvermeidlich sei. Er propagierte die Erbfeindschaft mit Frankreich und die Perfidie Englands. In seinem 1912 unter Pseudonym erschienenen Buch Wenn ich der Kaiser wär'  bezeichnete Claß die Juden als „Träger und Lehrer des heute herrschenden Materialismus“, die seiner Meinung nach „den Vorteil der Erziehung“ und der „Begabung“ genossen, der ihnen Erfolg beschert habe. Zur Abwehr der „jüdischen Gefahr“ forderte er, die Einwanderung von Juden zu verbieten, die „landansässigen“ Juden vom öffentlichen Leben auszuschließen, den Entzug des Wahlrechts und die Reduzierung des Anteils jüdischer Studenten auf den der jüdischen Bevölkerung. Sein Kampfruf lautete: „Deutschland den Deutschen“. Einen „universellen Humanismus“ lehnte er mit den Worten ab:

„Wo fängt das an und wo hört es auf, was uns zugemutet werden soll, als zur Menschheit gehörig zu lieben und in unser Streben einzuschließen? Ist der verkommene oder halbtierische russische Bauer des Mir, der Schwarze in Ostafrika, das Halbblut Deutsch-Südwests oder der unerträgliche Jude Galiziens oder Rumäniens ein Glied dieser Menschheit?“

Um eine Zuwanderung von Juden nach Deutschland zu verhindern, forderte Claß in seiner 1917 veröffentlichten Broschüre Zum deutschen Kriegsziel, möglichst viele in ein stark zu verkleinerndes Russland abzuschieben oder aber dass das mit Deutschland verbündete Osmanische Reich Palästina „als den nationalen Judenstaat zur Verfügung“ stelle. So würde es gelingen, „die jüdische Frage an der Wurzel zu fassen“, denn weder dürfe, so Claß, eine Woge jüdischer Zuwanderung „über Deutschland hin schlagen“, noch dürften „die Juden in den bisherigen Massen im östlichen deutschen Neulande bleiben, da sie dessen Entwicklung aufs äußerste gefährden würden“.
Während des Ersten Weltkrieges forderte er einen Siegfrieden mit umfangreichen Annexionen im Osten und Westen Europas. So sollte unter anderem Belgien Deutschland angegliedert werden. 1917 gründete er zusammen mit Alfred von Tirpitz und Wolfgang Kapp die Deutsche Vaterlandspartei, die sich gegen einen Verständigungsfrieden aussprach.
Während der Weimarer Republik war Claß ein Vertreter der antidemokratischen „nationalen Opposition“. Bereits im Februar 1917 hatte ein Konsortium unter der Führung von Claß die Deutsche Zeitung übernommen. Er kontrollierte als Aufsichtsratsvorsitzender und Herausgeber deren Berichterstattung. Zumeist agierte er im Hintergrund. Nach 1918 hatte er Kontakt zu Adolf Hitler. Hitler zeigte sich beeindruckt von Claß' Bestseller Wenn ich der Kaiser wär´ und schöpfte daraus für sein Buch Mein Kampf (1925/26). Claß war federführend beteiligt an der Gründung des Deutschvölkischen Schutz- und Trutzbundes 1919, als Neben- oder Tochterorganisation des Alldeutschen Verbandes. Der Bund wurde in der frühen Weimarer Republik die größte völkisch-antisemitische Massenorganisation. Der Schutz- und Trutzbund agitierte gegen die Weimarer Republik, unterstützte Attentate auf deren Proponenten und hatte vor seinem Verbot wegen der Ermordung von Walther Rathenau 1922 rund 180.000 Mitglieder. Claß unterstützte den Kapp-Putsch und den Hitlerputsch. Auch bei den Diktaturplänen des Alldeutschen Verbandes im Jahr 1926 und dem Volksbegehren gegen den Young-Plan 1929 spielte er eine Rolle. Im Jahr 1931 wirkte er an der Gründung der Harzburger Front mit.
Im November 1933 erhielt Claß als Gast in der Fraktion der NSDAP einen Sitz im Reichstag. In Neuauflagen seiner bis 1945 vielgekauften „Deutschen Geschichte“ begrüßte er den Zweiten Weltkrieg, den er als entscheidende Auseinandersetzung mit dem „Weltjudentum“ um die Zukunft des deutschen Volkes verstand. Sein tatsächlicher politischer Einfluss sank in den 1930er Jahren rasch und stark ab.
Mit Kriegsende zog sich Claß aus Berlin ins Haus seiner Tochter Anna Elisabeth nach Jena zurück. Seine politische Bedeutung war erloschen, die sowjetische Besatzungsmacht belangte ihn nicht.

## Schriften (Auswahl)
- Bilanz des neuen Kurses. Alldeutscher Verlag, Berlin 1903.
- (Einhart): Deutsche Geschichte. Dieterich, Leipzig 1909.
- West-Marokko deutsch! Lehmanns, München 1911.
- (Daniel Frymann): Wenn ich der Kaiser wär'. Politische Wahrheiten und Notwendigkeiten. Dieterich, Leipzig 1912 (ab 1925 mit der Autorenangabe Claß-Frymann unter dem Titel Das Kaiserbuch) Darin S. 30–38: Die Juden. (PDF; 488 kB) insges. 5. veränd. Aufl. bis 1914.
- Zum deutschen Kriegsziel. Eine Flugschrift. Lehmanns, München 1917.
- Wider den Strom. Vom Werden und Wachsen der nationalen Opposition im alten Reich. Köhler, Leipzig 1932.
- Politische Erinnerungen des Vorsitzenden des Alldeutschen Verbandes 1915–1933/36. Hrsg. von Björn Hofmeister. Duncker & Humblot, Berlin 2022 (= Deutsche Geschichtsquellen des 19. und 20. Jahrhunderts, Band 79), ISBN 978-3-428-18671-6.